# Lugar secreto
Lugar secreto es el cuarto y último álbum de estudio de Aleks Syntek y la Gente Normal, el álbum fue grabado en Los Ángeles, California entre agosto y septiembre de 1996 y lanzado al mercado al año siguiente. Contó con la participación de Sabo Romo de Caifanes.
De este álbum se desprenden los sencillos  Lindas Criaturitas , Volando bajo,Otra Parte de Mi y Sin ti.

## Canciones
| N.º | Título                              | Duración |  |
| 1.  | «Sin ti»                            | 3:52     |  |
| 2.  | «Pisé la tierra»                    | 4:28     |  |
| 3.  | «Lindas criaturitas»                | 3:46     |  |
| 4.  | «Una ventana del cielo»             | 4:01     |  |
| 5.  | «Otra parte de mí»                  | 3:53     |  |
| 6.  | «Volando bajo»                      | 4:50     |  |
| 7.  | «Lugar secreto»                     | 3:47     |  |
| 8.  | «¿Y dónde está el amor?»            | 3:11     |  |
| 9.  | «Sembrando voy»                     | 4:07     |  |
| 10. | «Cuando el mundo cambia»            | 3:37     |  |
| 11. | «Pisé la tierra (versión Anti mix)» | 4:04     |  |